# Mike Hughes (Footballspieler)
Mike Hughes (geboren am 11. Februar 1997 in New Bern, North Carolina) ist ein US-amerikanischer American-Football-Spieler auf der Position des Cornerbacks. Er spielte College Football für die University of North Carolina at Chapel Hill und die University of Central Florida. Er wurde in der ersten Runde des NFL Draft 2018 von den Minnesota Vikings ausgewählt und steht seit 2023 bei den Atlanta Falcons unter Vertrag.

## College
Hughes besuchte die Highschool in seiner Heimatstadt New Bern, North Carolina, und ging ab 2015 auf die University of North Carolina at Chapel Hill, an der er eine Saison College Football für die North Carolina Tar Heels spielte. Er verließ das Team nach nur einer Saison, da ihm sexuelle Übergriffe vorgeworfen worden waren, wofür es allerdings keine Beweise gab und was daher zu keinen rechtlichen Schritten führte. Zudem war Hughes nach einer Anklage wegen Körperverletzung 2015 für ein Spiel gesperrt. Zur Saison 2016 wechselte er auf das Garden City Community College in Garden City, Kansas.
Nach einem gescheiterten Wechsel an die University of South Carolina ging Hughes ab 2017 auf die University of Central Florida. In der Saison 2017 spielte Hughes in 13 Partien für die UCF Knights, davon zwölfmal als Starter. Er fing vier Interceptions, verhinderte elf Pässe und erzielte einen Interception-Return-Touchdown. Zudem gelangen Hughes drei Touchdowns als Return Specialist. Die UCF Knights beendeten die Saison ohne Niederlage, Hughes wurde in das All-Star-Team der American Athletic Conference (AAC) gewählt.

## NFL
Hughes wurde im NFL Draft 2018 in der ersten Runde an 30. Stelle von den Minnesota Vikings ausgewählt. Als Rookie spielte er in sechs Spielen, davon zweimal als Starter, und wurde dabei bei 63,6 % aller defensiven Snaps eingesetzt. Am ersten Spieltag gelang Hughes gegen die San Francisco 49ers ein Pick Six über 28 Yards. Zudem spielte er in den Special Teams und als Return Specialist. In der Partie gegen die Arizona Cardinals am sechsten Spieltag riss Hughes sich das Kreuzband und fiel damit für den Rest der Saison aus. Aufgrund seiner Verletzung verpasste er auch die ersten beiden Partien der Saison 2019. In seiner zweiten NFL-Saison kam Hughes in 14 Partien auf neun verteidigte Pässe, eine Interception und zwei erzwungene Fumbles. Wegen einer Verletzung am Hals kam er in den beiden Play-off-Spielen der Vikings nicht zum Einsatz. In der Saison 2020 kam Hughes wegen einer Halsverletzung nur in vier Spielen zum Einsatz. Nach der Saison 2020 entschlossen die Vikings sich, die Fifth-Year-Option von Hughes’ Rookievertrag nicht wahrzunehmen.
Im Mai 2021 gaben die Vikings Hughes zusammen mit einem Siebtrundenpick im Austausch gegen einen Sechsrundenpick an die Kansas City Chiefs ab. In seinem ersten Spiel für Kansas City am ersten Spieltag der Saison 2021 gegen die Cleveland Browns sicherte Hughes mit einer Interception kurz vor Ende der Partie den 33:29-Sieg der Chiefs. Am 14. Spieltag wurde Hughes als AFC Defensive Player of the Week ausgezeichnet, nachdem er in der Partie gegen die Las Vegas Raiders zwei Fumbles hatte erzwingen können und zuvor einen Fumble über 23 Yards in die gegnerische Endzone zu einem Touchdown zurückgetragen hatte.
Am 23. März 2022 unterschrieb er einen Einjahresvertrag über 3,5 Millionen US-Dollar bei den Detroit Lions. Dort bestritt er 16 Spiele, davon sechs als Starter.
Im März 2023 einigte Hughes sich mit den Atlanta Falcons auf einen Zweijahresvertrag. Dort spielte er zunächst zu Saisonbeginn 2023 vorrangig als Return Specialist, bevor Dee Alford diese Rolle übernahm. Zum Saisonende hin wurde Hughes vermehrt in der Defense eingesetzt.

### NFL-Statistiken
| Saison                             | Saison | Spiele | Spiele      | Tackles | Tackles | Tackles | Tackles | Interceptions | Interceptions | Interceptions | Interceptions | Interceptions | Fumbles | Fumbles | Fumbles |
| Jahr                               | Team   | Spiele | als Starter | Gesamt  | Solo    | Ast     | Sacks   | PD            | INT           | Yds           | Lng           | TD            | FF      | FR      | TD      |
| ---------------------------------- | ------ | ------ | ----------- | ------- | ------- | ------- | ------- | ------------- | ------------- | ------------- | ------------- | ------------- | ------- | ------- | ------- |
| 2018                               | MIN    | 6      | 2           | 22      | 19      | 3       | 0,0     | 3             | 1             | 28            | 28            | 1             | 1       | 1       | 0       |
| 2019                               | MIN    | 14     | 3           | 45      | 39      | 6       | 0,0     | 9             | 1             | 0             | 0             | 0             | 2       | 2       | 0       |
| 2020                               | MIN    | 4      | 2           | 13      | 9       | 4       | 0,0     | 1             | 0             | 0             | 0             | 0             | 0       | 0       | 0       |
| 2021                               | KC     | 17     | 5           | 47      | 40      | 7       | 0,0     | 6             | 1             | 0             | 0             | 0             | 4       | 1       | 1       |
| 2022                               | DET    | 16     | 6           | 51      | 35      | 16      | 0,0     | 1             | 0             | 0             | 0             | 0             | 0       | 0       | 0       |
| 2023                               | ATL    | 15     | 4           | 21      | 14      | 7       | 0,0     | 1             | 0             | 0             | 0             | 0             | 0       | 0       | 0       |
| 2024                               | ATL    | 15     | 15          | 66      | 51      | 15      | 0,0     | 6             | 0             | 0             | 0             | 0             | 0       | 0       | 0       |
| Gesamt                             | Gesamt | 87     | 37          | 265     | 207     | 56      | 0,0     | 27            | 3             | 28            | 28            | 1             | 7       | 4       | 1       |
| Quelle: pro-football-reference.com |        |        |             |         |         |         |         |               |               |               |               |               |         |         |         |